# من و چارلی
من و چارلی (دانمارکی: Mig og Charly) یک فیلم به کارگردانی مورتن آرنفرد است که در سال ۱۹۷۸ منتشر شد. از بازیگران آن می‌توان به گیتا نوربی و اریک کلاسن اشاره کرد.